# Château de Gendriac
Le château de Gendriac est un édifice situé à Coubon, en France.

## Localisation
Le château est situé sur le territoire de la commune de Coubon, dans le département  de la Haute-Loire, en région Auvergne-Rhône-Alpes.

## Description
L'origine du château actuel remonte au XIIIe siècle, il en reste la partie basse du donjon et le tracé de l'enceinte. Au XVIe et XVIIe siècles, on construisit la tourelle d'escalier avec sa porte sculptée. Le logis sud fut ajouté au XVIIIe siècle et doté de décors intérieurs, complétés au cours du XIXe siècle.

## Historique
Le château est inscrit au titre des monuments historiques par arrêté du 29 décembre 2004.

## Protection
Éléments protégés : le château en totalité, y compris les éléments de décors intérieurs : salon aux papiers peints, salle à manger, bibliothèque, escalier avec une pierre de la Bastille.